# Golestan (provins)
Golestan (Persisk:گلستان) er en af de 30 provinser i Iran. Provinsen ligger i det nordøstlige Iran, syd for det Kaspiske Hav. Gorgan, som er provinsens hovedby, har tidligere haft navnet Esteraba indtil 1937. Provinsen har en befolkning på 1.637.063 indbyggere og et areal på 20.195 km².
- Wikimedia Commons har flere filer relateret til Golestan (provins)